# Kembangsari (Kandangan)
Kembangsari is een bestuurslaag in het regentschap Temanggung van de provincie Midden-Java, Indonesië. Kembangsari telt 3589 inwoners (volkstelling 2010).